# Mark Kozelek
Mark Kozelek, född 24 januari 1967 i Massillon, Ohio, är en amerikansk sångare, gitarrist, låtskrivare och skådespelare, frontfigur i de alternativa rockbanden Red House Painters (1989–2001) och Sun Kil Moon (2002–). Han har också gett ut flera skivor som soloartist.
Kozelek har även medverkat i olika filmer, bl.a. Almost Famous och Vanilla Sky.

## Diskografi

### Solo
Studioalbum
- 2001 – What's Next to the Moon
- 2013 – Like Rats
- 2013 – Perils from the Sea
- 2013 – Mark Kozelek & Desertshore
- 2014 – Mark Kozelek Sings Christmas Carols
- 2015 – Dreams of Childhood
- 2016 – Mark Kozelek Sings Favorites
- 2017 – Yellow Kitchen
- 2017 – Mark Kozelek with Ben Boye and Jim White
- 2018 – Mark Kozelek

EP
- 2000 – Rock 'n' Roll Singer
- 2015 – Down in the Willow Garden
- 2017 – Night Talks

Livealbum
- 2001 – White Christmas Live
- 2006 – Little Drummer Boy Live
- 2009 – Find Me, Ruben Olivares: Live in Spain
- 2009 – Lost Verses Live
- 2011 – Live at Union Chapel & Södra Teatern
- 2012 – Live at Lincoln Hall
- 2012 – On Tour: A Documentary – The Soundtrack
- 2012 – Live in Copenhagen
- 2013 – Live at Phoenix Public House Melbourne
- 2013 – Live at Mao Livehouse Shanghai & Beijing
- 2013 – Live at Palladium: Malmö
- 2014 – Live at Victoria Teatern and Stenhammarsalen
- 2014 – Live at Biko
- 2014 – The Kids – Live in London

Samlingsalbum
- 2001 – If You Want Blood
- 2008 – Nights LP
- 2008 – The Finally LP

### Red House Painters
Studioalbum
- 1992 – Down Colorful Hill
- 1993 – Red House Painters (I)
- 1993 – Red House Painters (II)
- 1995 – Ocean Beach
- 1996 – Songs for a Blue Guitar
- 2001 – Old Ramon

### Sun Kil Moon
Studioalbum
- 2003 – Ghosts of the Great Highway
- 2005 – Tiny Cities
- 2008 – April
- 2010 – Admiral Fell Promises
- 2012 – Among the Leaves
- 2015 – Universal Themes
- 2017 – Common as Light and Love Are Red Valleys of Blood
- 2018 – This Is My Dinner

## Filmografi
- 2000 – Almost Famous
- 2002 – Vanilla Sky
- 2005 – Shop Girl